# Agrilus transimpressus
Agrilus transimpressus är en skalbaggsart som beskrevs av Henry Clinton Fall 1925. Agrilus transimpressus ingår i släktet Agrilus och familjen praktbaggar. Inga underarter finns listade i Catalogue of Life.